# Kelsang Wangmo
Kelsang Wangmo (geb. 1971 im Rheinland) ist die erste (und bis 2016 einzige) Frau, die im tibetischen Buddhismus den Titel der Geshe (im Jahre 2011) erhalten hat. Geboren wurde Kelsang Wangmo – so ihr tibetischer Name – 1971 als Kerstin Brummenbaum im Rheinland (Deutschland).

## Früheres Leben
Nachdem sie ihr Abitur gemacht hatte, beschloss sie, für ein Jahr lang auf Reisen zu gehen, bevor sie sich für ein Studium entscheiden wollte. Ihre Reise ging zunächst durch verschiedene Länder und endete in Dharamsala in Indien.

## Buddhistisches Leben
Im Jahre 1991 wurde sie als buddhistische Nonne ordiniert. Später schrieb sie sich in das traditionelle Geshe-Curriculum am Institut für buddhistische Dialektik (IBD) in Dharamsala ein, wo sie 17 Jahre lang tibetische Philosophie studierte. Seit 2004 unterrichtet sie buddhistische Philosophie auf Englisch in Dharamsala.